# Jean-Pierre Maransin
Jean-Pierre Maransin (* 20. März 1770 in Lourdes; † 15. Mai 1828 in Paris) war ein französischer General.

## Leben und Wirken
Marasin war der Sohn eines Kaufmanns und erlernte im elterlichen Geschäft ebenfalls diesen Beruf. Begeistert von den Idealen der Revolution schloss er sich erst einer Bürgerwehr an und trat am 13. Februar 1792 in die Armee ein und wurde noch am selben Tag im Rang eines Capitains vereidigt. 
Zusammen mit Théophile Malo Corret de la Tour d’Auvergne konnte Maransin sich schon bald in den Revolutionskriegen durch Tapferkeit auszeichnen; u. a. kämpfte er einige Zeit tapfer in Italien.
Am 8. November 1808 wurde Maransin zum Général de division befördert. Zu dieser Zeit führte er ein eigenes Kommando und half mit, Napoleons Politik in Spanien durchzusetzen. Er nahm an der Belagerung von Saragossa (Dezember 1808/Februar 1809) teil und kämpfte tapfer bei Oporto (12. Mai 1809) und Ocaña (19. November 1809).
Im darauffolgenden Jahr nahm Maransin an der Belagerung von Ciudad Rodrigo (April/Juli 1810) teil und kämpfte tapfer am Gévora (19. Februar 1811) und bei La Albuera (16. Mai 1811). Er nahm an der Belagerung von Badajoz (März/April 1812) teil und kämpfte tapfer vor Salamanca (22. Juli 1812). Nach der Schlacht von Vitoria (21. Juni 1813) konnte Maransin zusammen mit einem großen Teil der Grande Armée nach Frankreich zurückkehren. 
Nach der Schlacht bei Waterloo (18. Juni 1815) schloss sich Maransin den Bourbonen an und unterstützte König Ludwig XVIII. Nach einigen, mehrheitlich administrativen Aufgaben, wurde Maransin am 26. Oktober 1815 in den vorläufigen Ruhestand versetzt; offiziell wurde er im Dezember 1825 durch König Karl X. in den Ruhestand verabschiedet. 
Jean-Pierre Maransin ließ sich in Paris nieder und nahm auch keinerlei politisches Amt an. Er starb am 15. Mai 1828 und fand seine letzte Ruhestätte auf dem Friedhof Père-Lachaise (28. Division). Ein Freund, der Schriftsteller Honoré Muraire (1750–1837), verfasste eine bemerkenswerte Eloge auf General Maransin. 

## Ehrungen
- 25. März 1803 Chevalier der Ehrenlegion
- 15. August 1809 Baron de l’Émpire
- 24. August 1814 Chevalier des Ordre royal et militaire de Saint-Louis
- 15. Dezember 1814 Commandeur der Ehrenlegion
- Sein Name findet sich am westlichen Pfeiler (35. Spalte) des Triumphbogens am Place Charles-de-Gaulle (Paris).
- Die Rue Maransin in Lourdes wurde ihm zu Ehren benannt.